# Château de Belœil
El château de Belœil es un château situado en la municipalidad de Belœil en la provincia de Henao, Bélgica. Desde el siglo XIV ha sido la residencia del príncipe de Ligne. El château permanece en el centro de un jardín barroco diseñado en 1664. El conjunto del château y los jardines, que se conoce como el "Versalles belga", puede visitarse durante la primavera y el verano.

## Historia

### Primeros años
Belœil se convirtió en una posesión de la familia Ligne en 1394. A principios del siglo XV el castillo local fue elegido como la residencia principal de la familia. El viejo castillo era un edificio rectangular fortificado con un foso rodeándolo y tenía cuatro torres redondas, una en cada ángulo. Esta estructura básica todavía se conserva, aunque las fachadas e interiores fueron mayormente alteradas durante los siguientes siglos.

### sigloXVII
A partir de 1664 el parque, con sus rectas avenidas, estanques geométricos y imponentes perspectivas, fue creado. Los típicos "bosquets" —jardines encerrados por altos setos— fueron preservados a pesar de las modas cambiantes de los siglos XVIII y XIX cuando el jardín paisajístico inglés era preferido. Un pequeño jardín paisajístico con un capricho fue instalado en la inmediata vecindad del château por el Príncipe Carlos José de Ligne.

### sigloXVIII
El castillo fortificado fue adaptado a una lujosa mansión de campo (château) siguiendo el ejemplo francés. Los interiores fueron decorados con muebles elegantes y las colecciones de arte de la familia. Durante la celebración del Nuevo Año de 1900, el desastre golpeó al castillo cuando fue incendiado completamente. La mayor parte de los muebles, incluyendo la biblioteca de 20.000 raros volúmenes y la colección de arte, pudieron salvarse. El castillo fue reconstruido en los años siguientes por el arquitecto francés Ernest Sanson, mientras que los interiores fueron redecorados usando piezas de la colección de la familia Ligne.

## Galería

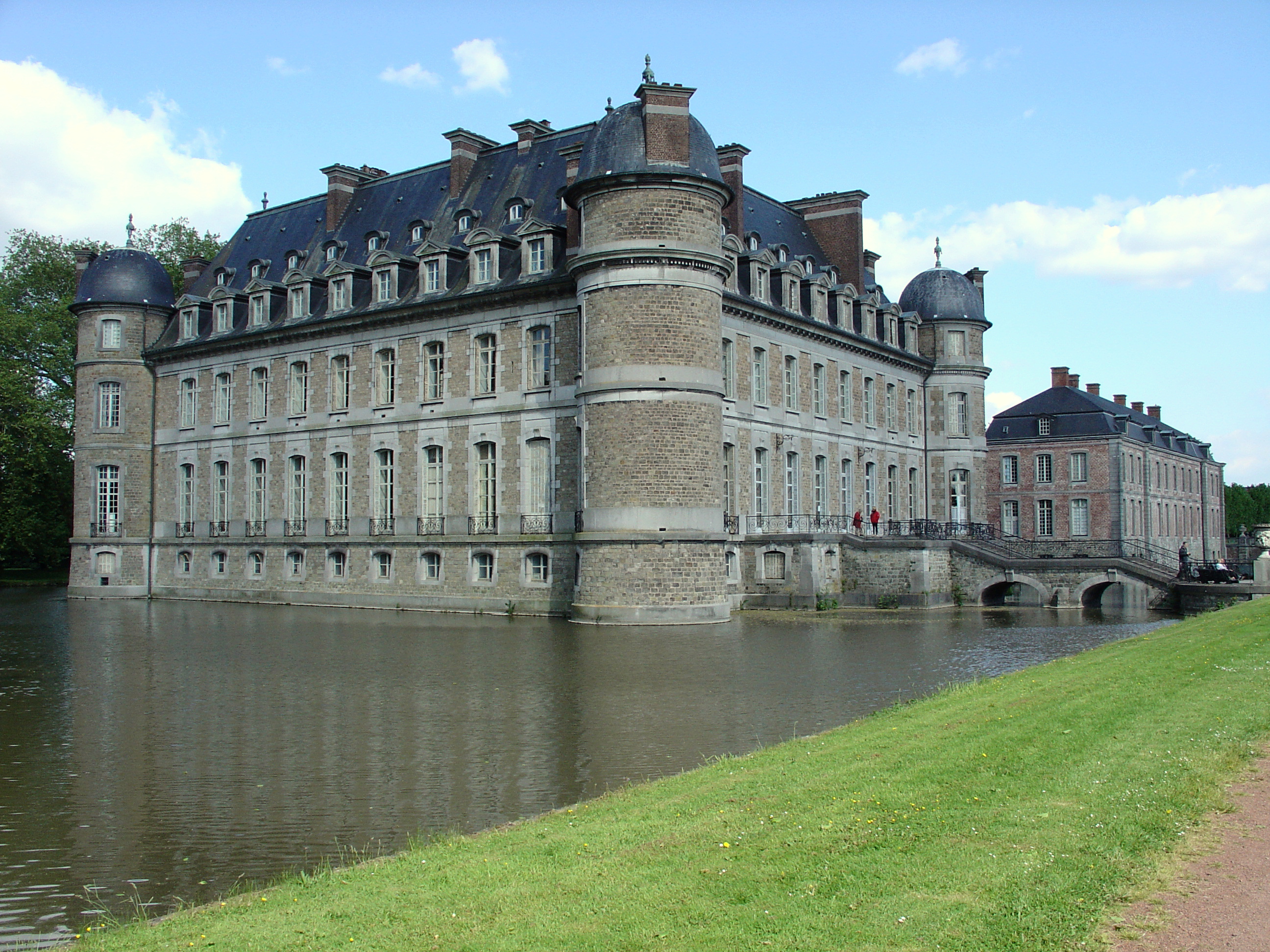
El Château de Belœil
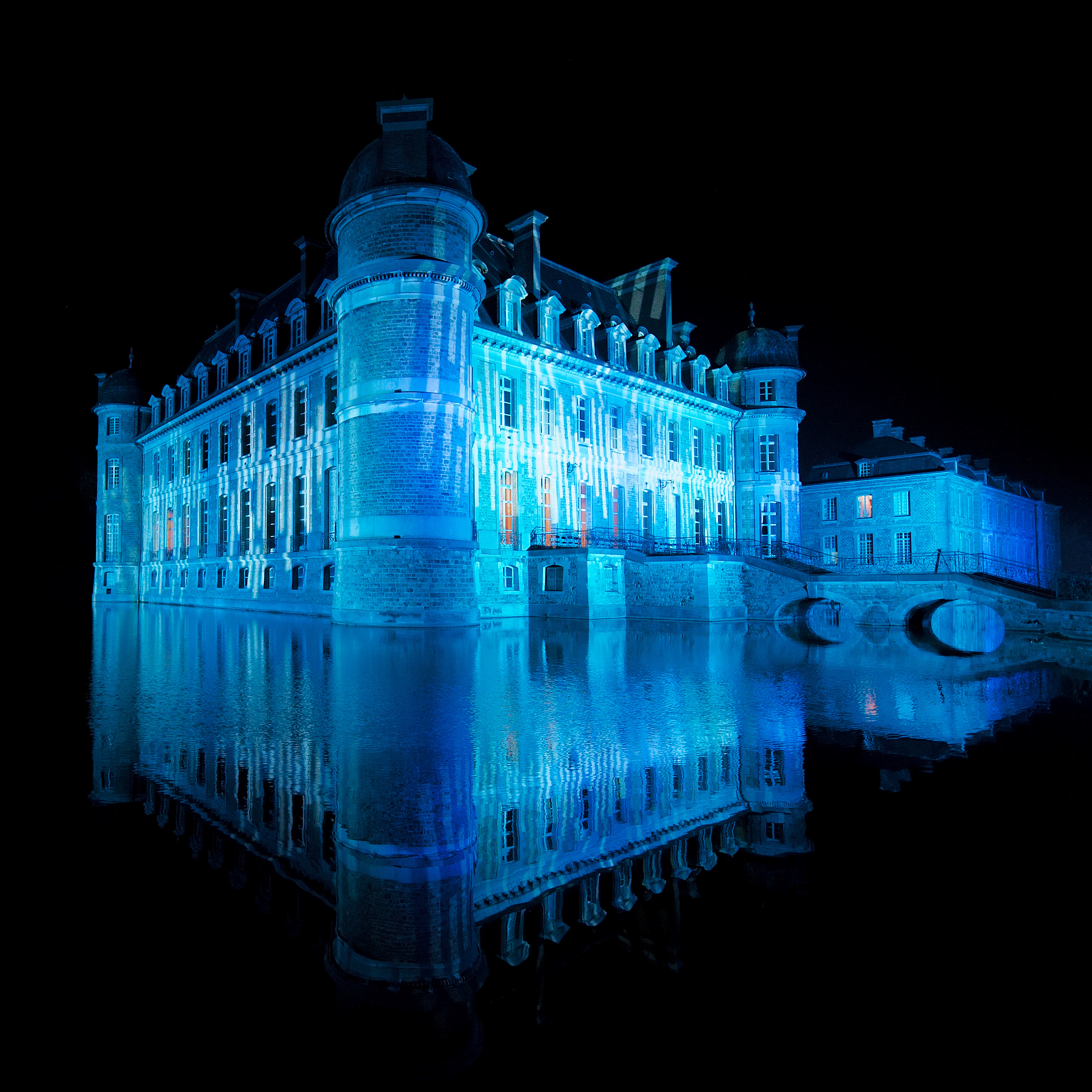
Vista trasera del château por la noche
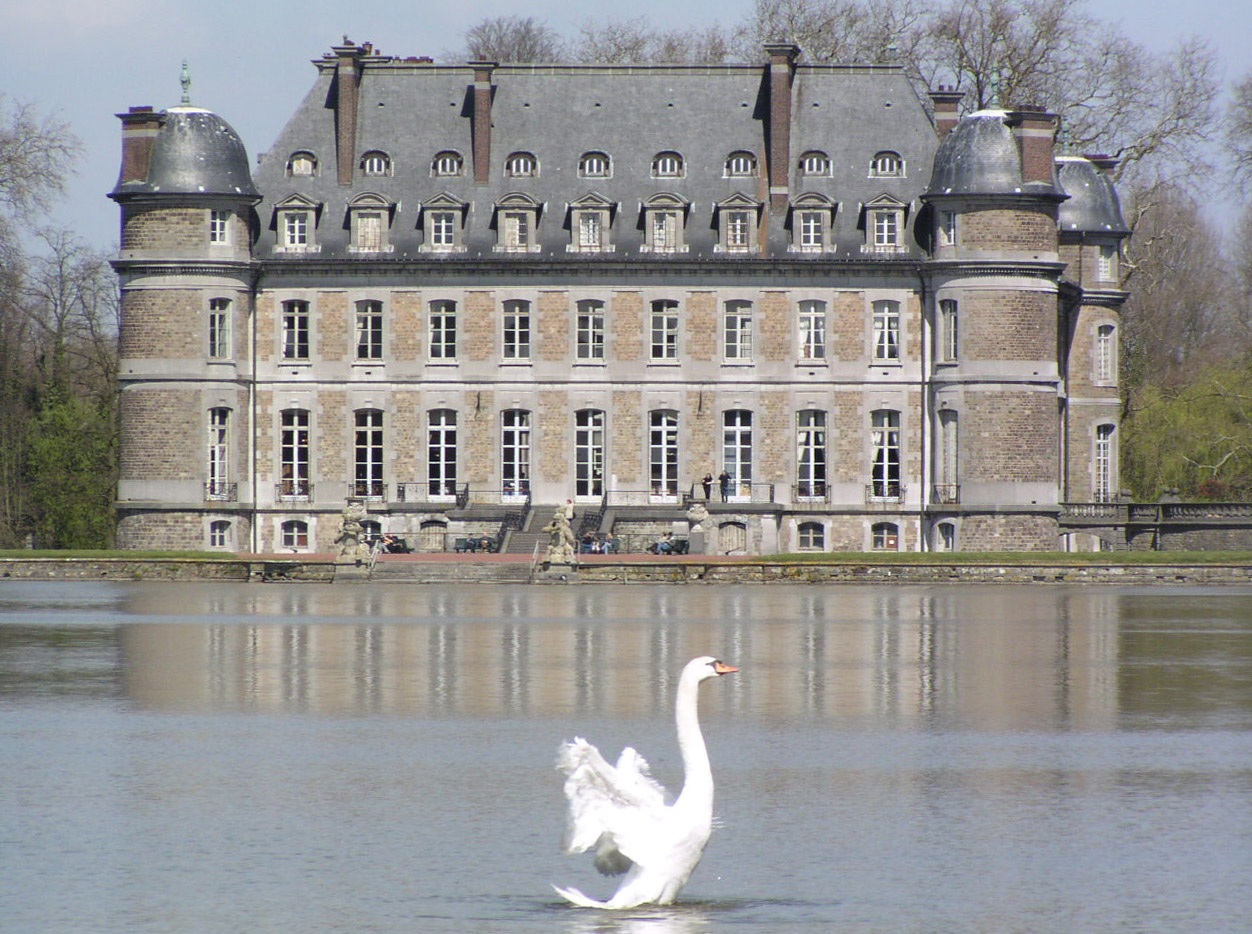
Un cisne en el foso
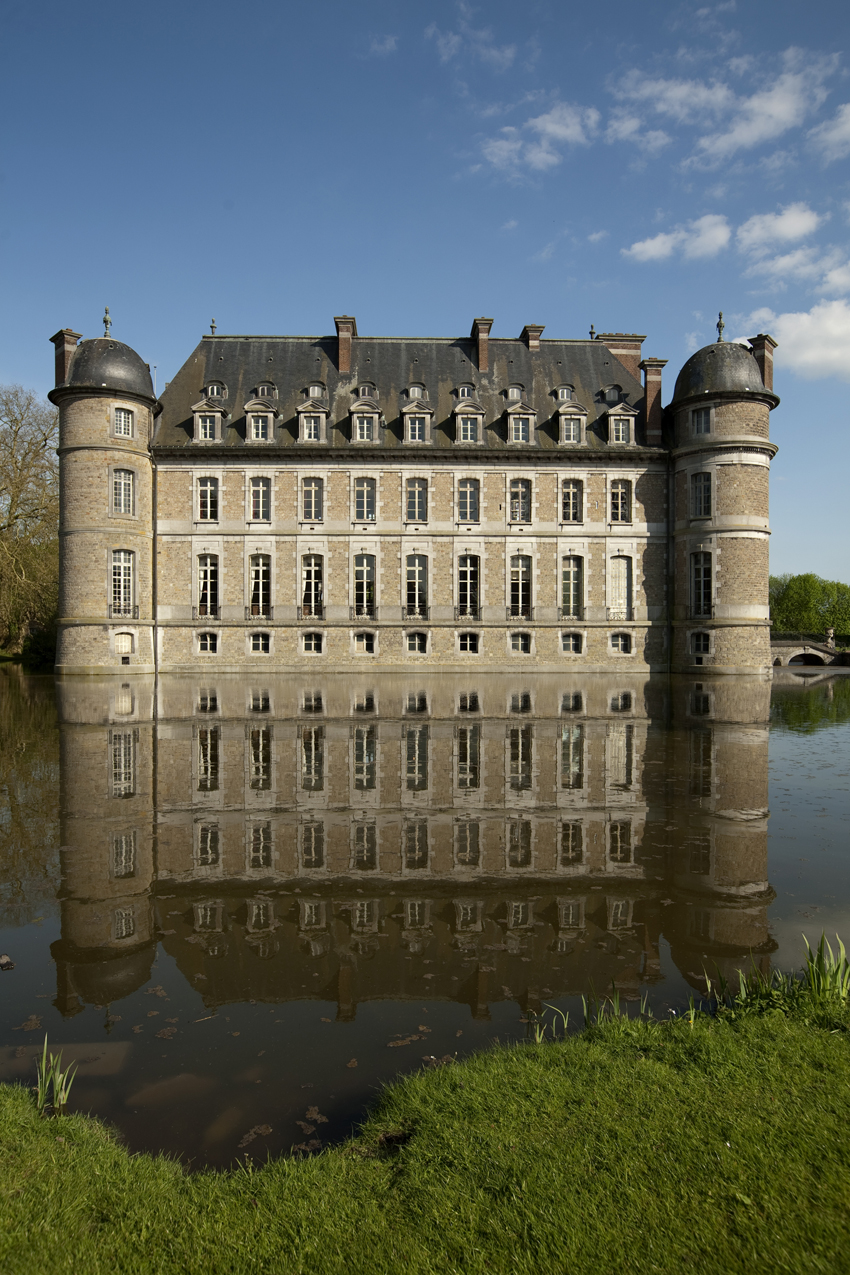
Lateral del château de Belœil
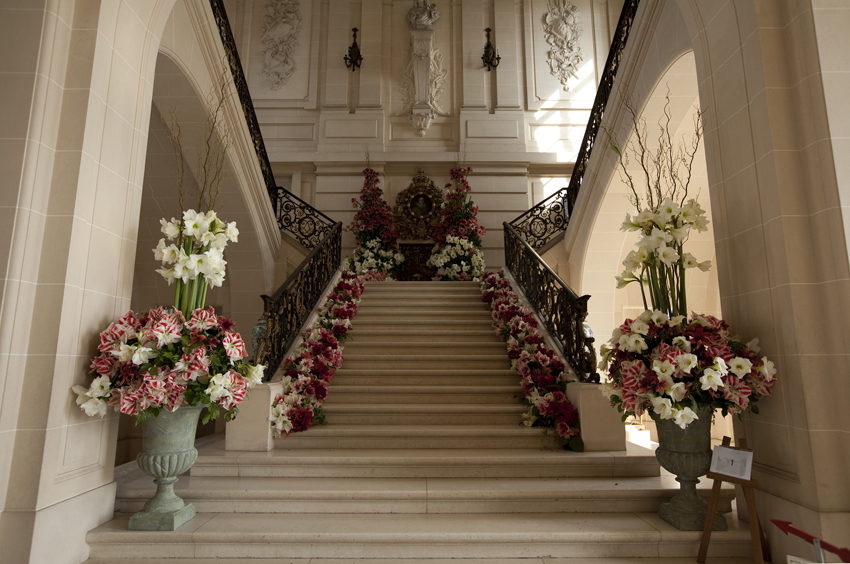
La escalera de piedra
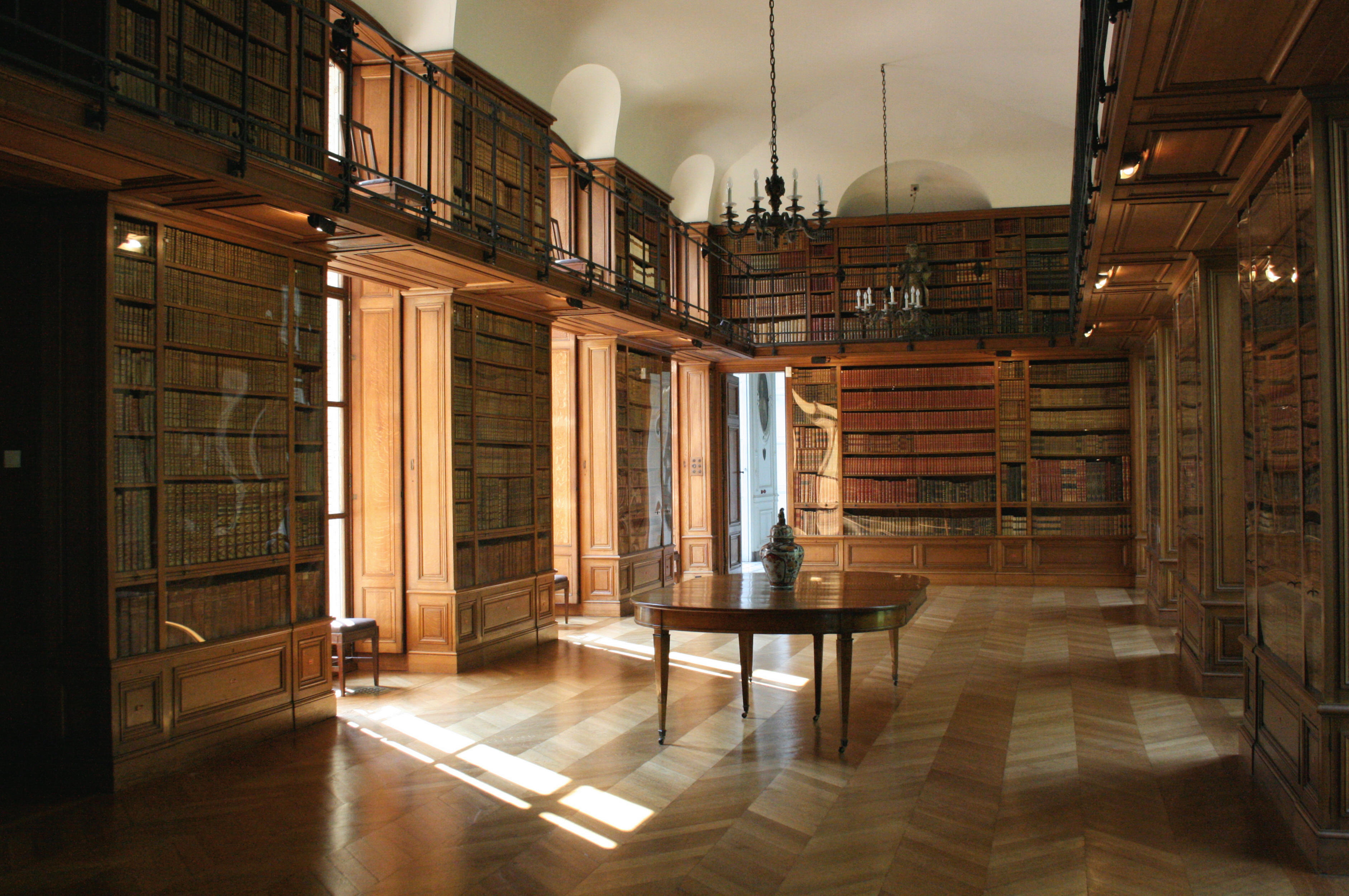
La biblioteca del château